# Super Cars
A Super Cars egy 1990-ben számos platformra kiadott videójáték-sorozat első darabja. Ugyanaz a Gremlin Graphics adta ki, amely később a Lotus-sorozatot is. Stílusát tekintve az 1986-ban kiadott Super Sprint játéktermi játékra hasonlít. A NES változatot 1991-ben adta ki kizárólag Amerikában az Electro Brain.

## Játékmenet
Kilenc pályán négy nehézségi szinten versenyezhetünk. Pénzdíjasak a futamok, melyek elnyerésével van lehetőségünk autónkat karbantartani és fejleszteni a Shopban. A fejlesztések nem merülnek ki kizárólag a motor, a fékek, vagy a karosszéria hagyományos elemeiben, hanem pl. pajzsokat, első/hátsó rakétákat, turbókat is vehetünk. A fegyverekkel értelemszerűen kiüthetjük az ellenfeleinket, amelyeknek hasonlóak a lehetőségeik a mi hátráltatásunkban. A továbbjutáshoz mindig az első három helyezett között kell lennie a játékosnak. Kezdetben négy ellenfél van, melyek szám később növekszik. A Shop érdekessége, hogy az ár egy kezdőár, melynek csökkentésére számos lehetőség van az eladónál.
| Szerző                   | Értékelés |
| ------------------------ | --------- |
| Aktueller Software Markt | 10/12     |
| Amiga Power              | 79%       |
| CVG                      | 89%       |
| Sinclair User            | 82%       |
| The Games Machine        | 65%       |
| Your Sinclair            | 88%       |

| Szerző           | Díj                                       |
| ---------------- | ----------------------------------------- |
| Amiga Joker      | #3 Best Sports Game in 1990               |
| Amiga Power      | #92 in the "All Time Top 100 Amiga Games" |
| Commodore Format | Modern Classics: Driving Games            |

## Folytatás
- Super Cars II (1991): Amiga, Atari ST
- Supercars International (1996): MS-DOS

## Fordítás
- Ez a szócikk részben vagy egészben  a   Super Cars című angol Wikipédia-szócikk fordításán alapul.  Az eredeti cikk szerkesztőit annak laptörténete sorolja fel. Ez a jelzés csupán a megfogalmazás eredetét és a szerzői jogokat jelzi, nem szolgál a cikkben szereplő információk forrásmegjelöléseként.